# 634981 Herbertgrice
634981 Herbertgrice este o planetă minoră (asteroid) din centura de asteroizi. A fost descoperită pe 14 octombrie 2012 la  de Norman Falla⁠(d). 
Obiectul prezintă o orbită caracterizată de o semiaxă mare de 3,1924660389733 UAi, o excentricitate de 0,13872522846805, o înclinație de 2,562764686804 ° în raport cu ecliptica.